# مرصد سايدنغ سبرينغ
مرصد سايدنغ سبرينغ (بالإنجليزية:  Siding Spring Observatory) يقع بالقرب من كونابارابران، نيو ساوث ويلز، أستراليا، وهو جزء من كلية أبحاث الفلك والفيزياء (RSAA) في الجامعة الوطنية الأسترالية (ANU)، يحتوي على التلسكوب الأنجلو-أسترالي جنبًا إلى جنب مع مجموعة من التلسكوبات الأخرى التي تمتلكها الجامعة الوطنية وجامعة نيو ساوث ويلز ومؤسسات أخرى، يقع المرصد على بعد 1,165 متر (3,822 قدم) فوق مستوى سطح البحر في منتزه وارومبونغل الوطني على جبل الوورات ويسمى ايضاً جبل (سايدنج سبرينغ)،  توجد معدات بحثية تقدر بقيمة أكثر من 100 مليون دولار في المرصد.

## روابط خارجية
- الموقع الرسمي
- Anglo-Australian Observatory
- Uppsala Southern Sky NEO Survey Telescope
- Faulkes Telescope South
- iTelescope.Net Observatory
- PROMPT Telescopes
- SkyMapper Telescope
- ROTSE III Project
- UNSW Automated Patrol Telescope (APT)
- 2.3 m Advanced Technology Telescope نسخة محفوظة 15 أبريل 2012 على موقع واي باك مشين.
- ANU 40 بوصة (1,000 مـم) Telescope نسخة محفوظة 18 مارس 2012 على موقع واي باك مشين.